# Пегановське сільське поселення
Пега́новське сільське поселення (рос. Пегановское сельское поселение) — муніципальне утворення у складі Бердюзького району Тюменської області, Росія.
Адміністративний центр — село Пеганово.

## Населення
Населення — 748 осіб (2020; 777 у 2018, 865 у 2010, 1058 у 2002).

## Склад
До складу поселення входять такі населені пункти:
| Населений пункт    | Населення, осіб (2002) | Населення, осіб (2010) |
| ------------------ | ---------------------- | ---------------------- |
| Останино, присілок | 167                    | 111                    |
| Пеганово, село     | 891                    | 754                    |